# Aleksander Jachowicz
Aleksander Jachowicz (ur. 26 lutego 1928 w Grybowie, zm. 15 sierpnia 1989 w Katowicach) – polski geolog, specjalista geologii złóż węgla, a zwłaszcza stratygrafii oraz palinologii karbonu.

## Życiorys
Pochodził z rodziny inteligenckiej. Ojciec Stanisław był nauczycielem pochodzącym z Gorlic. Szkołę powszechną ukończył w czasie okupacji w Grybowie. W 1941 rozpoczął naukę na trzyletnich tajnych kompletach w gimnazjum ogólnokształcącym w Nowym Sączu. W 1942 podjął pracę w zakładzie fotograficznym Z. Studzińskiego w Grybowie. W latach 1941–1944 był łącznikiem i kurierem Tajnej Organizacji Nauczycielskiej na okręgi Nowy Sącz i Grybów. W lipcu 1946 zdał egzamin maturalny w Liceum Humanistycznym w Grybowie i rozpoczął studia na Wydziale Geologiczno-Mierniczym (oddział poszukiwawczy) Akademii Górniczo-Hutniczej w Krakowie. Studia ukończył w 1952 jako inżynier geolog i magister nauk technicznych.
W 1949 rozpoczął pracę w Państwowym Instytucie Geologicznym w Krakowie, w Wydziale Rud. W następnym roku przeszedł do Wydziału Węgli, do Pracowni Paleobotaniki Karbonu. Następnie pracował w Katedrze Złóż Węgli AGH. W latach 1955–1956 krótko przebywał w Uhelnym Pruzkum w Ostrawie. Ponownie przeszedł do pracy w Instytucie Geologicznym w 1957. Był zatrudniony w Stacji Górnośląskiej w Czeladzi, początkowo jako asystent w Pracowni Sporologii Karbonu i Petrografii Węgli. W latach 1972–1975 był kierownikiem Oddziału Górnośląskiego IG w Sosnowcu.
Od 1974 wykładał przedmioty stratygraficzno-paleontologiczne na Wydziale Nauk o Ziemi Uniwersytetu Śląskiego w Katowicach, gdzie kierował także Instytutem Geologii oraz Zakładem Stratygrafii i Paleontologii, a następnie, od 1975 do 1981, był dziekanem tego wydziału. Od lutego 1982 do śmierci w 1989 pełnił funkcję prorektora Uniwersytetu Śląskiego do spraw ogólnych.
W 1958 był współzałożycielem Międzynarodowej Komisji Mikroflory Paleozoiku i był jej wieloletnim sekretarzem. W latach 1968–1974 pełnił funkcję przewodniczącego polsko-czechosłowackiej komisji mieszanej ds. badań geologicznych. W latach 1972–1975 był doradcą i członkiem Komisji Geologicznej RWPG. Od 1958 uczestniczył wielokrotnie w międzynarodowych kongresach Stratygrafii i Geologii Karbonu, Petrografii Węgla, a także w Konferencjach Palinologicznych i w Międzynarodowych Kongresach Geologicznych.
W 1975 dr hab. inż. Aleksander Jachowicz został profesorem nadzwyczajnym nauk przyrodniczych. Wypromował 12 magistrantów i 6 doktorów. Za udział w odkryciu i udokumentowaniu lubelskiego węgla kamiennego otrzymał nagrodę państwową I stopnia.
Wydał około 120 publikacji, głównie na temat paleobotaniki i stratygrafii karbonu oraz geologii złóż węgli. Wiele prac badawczych wykonał wspólnie z prof. Sonią Dybową-Jachowicz, małżonką od 1959.
Od 1961 był członkiem PZPR, a w latach 1976–1983 był radnym Wojewódzkiej Rady Narodowej w Katowicach. Należał do Polskiego Towarzystwa Geologicznego.